# Rebecca L. Stubbs
Rebecca Lynn Stubbs () es una botánica, curadora, y taxónoma estadounidense.

## Carrera
En 2013, realizó la defensa de su tesis doctoral, por la Universidad de Florida en Gainesville, donde desarrolló actividades académicas y científica investigadora.

## Algunas publicaciones
- rebecca l. Stubbs. 2015. Polemonium. En Flora of North America, North of Mexico 15, ed. N.R. Morin. Oxford	University Press

- ----------------------, r.e. Timme, d.h. Wilken. 2015. Polemonium. Revision 2. En Jepson: Flora Project (eds.) Jepson eFlora.

- ----------------------, r. Patterson. 2013. Revisions	in Polemonium (Polemoniaceae): A new species and a new variety from California. Madroño 60: 243 – 248. http://dx.doi.org/10.3120/0024-9637-60.3.243

- j.j. Irwin, rebecca l. Stubbs, r.l. Hartman. 2012. Polemonium elusum (Polemoniaceae), a new species from east central. Idaho, USA. J. of the Botanical Research Institute of Texas 6: 331 – 338.

- rebecca l. Stubbs, r. Fallscheer. 2011. Polemonium carneum. Noteworthy collection California. Madroño 58 (1):	66.

## Honores

### Membresías[2]
- American Society of Plant Taxonomist
- Botanical Society of America
- California Native Plant Society
- Montana Native Plant Society
- North American Rock Garden Society
- Saxifrage Society
- Society for the Study of Evolution
- Society of Systematic Biologist
- Southern California Botanists
- Torrey Botanical Society